# Peter Jungschläger
Peter Jungschläger (Voorburg, 22 mei 1984) is een voormalig Nederlands profvoetballer die bij voorkeur op het middenveld speelde.

## Clubcarrière
Jüngschlager doorliep de jeugdopleiding van ADO Den Haag en trainde bijna een jaar mee met het eerste voordat hij op 4 september 2005 in het profvoetbal debuteerde, met een invalbeurt uit bij Sparta Rotterdam (2-3 winst). Op 19 februari 2006 kreeg hij voor het eerst een basisplaats in het eerste elftal, in de met 1-3 gewonnen uitwedstrijd bij Heracles Almelo. Deze basisplaats behield hij in de rest van het seizoen 2005-'06.
In de zomer van 2006 vertrok Jüngschlager transfervrij naar RBC Roosendaal, dat net gedegradeerd was naar de eerste divisie. ADO Den Haag wilde ook met hem verder, maar de aanbieding die de club Jungschläger deed, zinde hem niet. Bij RBC bemachtigde hij direct een basisplaats. Begin 2008 tekende Jungschläger vervolgens een contract voor de duur van 3,5 jaar bij VVV-Venlo, met daarin een clausule dat hij in het geval van degradatie voor een gelimiteerde transfersom wegmocht.
Toen de club een half jaar later daadwerkelijk naar de eerste divisie moest, wilde hij hier gebruik van maken, maar ging VVV daar in eerste instantie niet mee akkoord. VVV stelde dat Jüngschlagers clausule inhield dat hij voor een gelimiteerd bedrag wegmocht áls de club instemde met een vertrek. Jungschlägers zaakwaarnemer Frank Schouten stelde dat de clausule in geval van degradatie eenzijdig te benutten viel, omdat een gelimiteerde transfersom in een contract anders geen enkele zin zou hebben.
Jungschläger verruilde in juli 2008 VVV-Venlo uiteindelijk toch voor De Graafschap. In 2011 ging hij in Australië bij Gold Coast United FC spelen. Op 27 juni 2012 tekende Jungschläger een contract voor drie seizoenen bij RKC Waalwijk. Met die club degradeerde hij op zondag 18 mei 2014 uit de eredivisie na een nederlaag (over twee wedstrijden) tegen SBV Excelsior in de play-offs.
In seizoen 2015-2016 gaat hij spelen voor SVV Scheveningen.

## Profstatistieken
| Seizoen | Club                 | Competitie     | Duels | Goals |
| ------- | -------------------- | -------------- | ----- | ----- |
| 2005/06 | ADO Den Haag         | Eredivisie     | 12    | 0     |
| 2006/07 | RBC Roosendaal       | Eerste divisie | 37    | 1     |
| 2007/08 | RBC Roosendaal       | Eerste divisie | 16    | 1     |
| 2007/08 | VVV-Venlo            | Eredivisie     | 7     | 0     |
| 2008/09 | BV De Graafschap     | Eredivisie     | 25    | 1     |
| 2009/10 | BV De Graafschap     | Eerste divisie | 22    | 2     |
| 2010/11 | BV De Graafschap     | Eredivisie     | 31    | 1     |
| 2011/12 | Gold Coast United FC | A-League       | 22    | 2     |
| 2012/13 | RKC Waalwijk         | Eredivisie     | 4     | 0     |
| 2013/14 | RKC Waalwijk         | Eredivisie     | 21    | 0     |
| 2014/15 | RKC Waalwijk         | Eerste divisie | 30    | 2     |
| Totaal  | Totaal               | Totaal         | 227   | 10    |